# Anthony Smith
Anthony J. Smith, född 26 juli 1988 i Corpus Christi, TX är en amerikansk MMA-utövare som sedan 2016 tävlar i organisationen Ultimate Fighting Championship där han vid ett tillfälle utmanat om lätt tungviktstiteln. Innan Smith skrev på för UFC så hade han tävlat i Strikeforce och Bellator.

## MMA-karriär

### Tidig karriär
Smith samlade på sig ett matchfacit på 14-7 i mindre amerikanska MMA-organisationer innan han skrev kontrakt med Strikeforce. Inför sin Strikeforce-debut hade Smith en vinstsvit på fem raka.

### Strikeforce, första UFC-kontraktet och Bellator
Smith gick totalt fyra matcher i Strikeforce mellan 2011 och 2013 och vann hälften av dem. Hans matcher inkluderade en submission-vinst mot Lumumba Sayers och en submission-förlust mot Roger Gracie. Efter förlusten mot Gracie skrev Smith ett kontrakt med UFC. Han kom dock att förlora sin UFC-debut på strax under två minuter mot Antônio Braga Neto och gick därefter skilda vägar med UFC. Efter ytterligare en förlust i Victory FC 41 så gick Smith två matcher i Bellator som han vann. Trots vinsterna kom Smith inte att fortsätta tävla för Bellator.

### Andra chansen i UFC och titelmatch
Efter sju raka vinster, däribland hans två vinster i Bellator, så kom Smith att på nytt få chansen i UFC. Smith vann sin retur till UFC i februari 2016 då han besegrade Leonardo Augusto Guimarães via domslut.
Smith har under sin UFC-karriär tävlat både i mellanvikt och lätt tungvikt. Efter tre raka segrar i lätt tungvikt så fick Smith chansen att utmana den dåvarande UFC-mästaren Jon Jones på UFC 235 i mars 2019. Smith förlorade matchen via enhälligt domslut. 
Efter förlusten mot Jones kom Smith att möta Alexander Gustafsson i Stockholm i juni 2019. Smith vann matchen via submission i fjärde ronden och Gustafsson kom att pensionera sig efter matchen, ett beslut han senare kom att ta tillbaka. 

#### 2020
Den 13 maj 2020 förlorade Smith mot Glover Teixeira via TKO (slag) i femte ronden. 
Den 29 augusti 2020 förlorade Smith mot Aleksandar Rakić via domslut. 
Den 28 november 2020 vann Smith mot Devin Clark via submission i första ronden. Smith vann en Performance of the Night-bonus på 50,000 USD.

#### 2021-2022
Den 24 april 2021 vann Smith mot Jimmy Crute via TKO efter att en läkare stoppat matchen på grund av en benskada hos Crute.
Den 18 september 2021 vann Smith mot Ryan Spann via submission i första ronden.  Smith vann en Performance of the Night-bonus på 50,000 USD
Den 30 juli 2022 förlorade Smith mot Magomed Ankalaev via TKO (slag) i andra ronden.